# Huceine I Bei

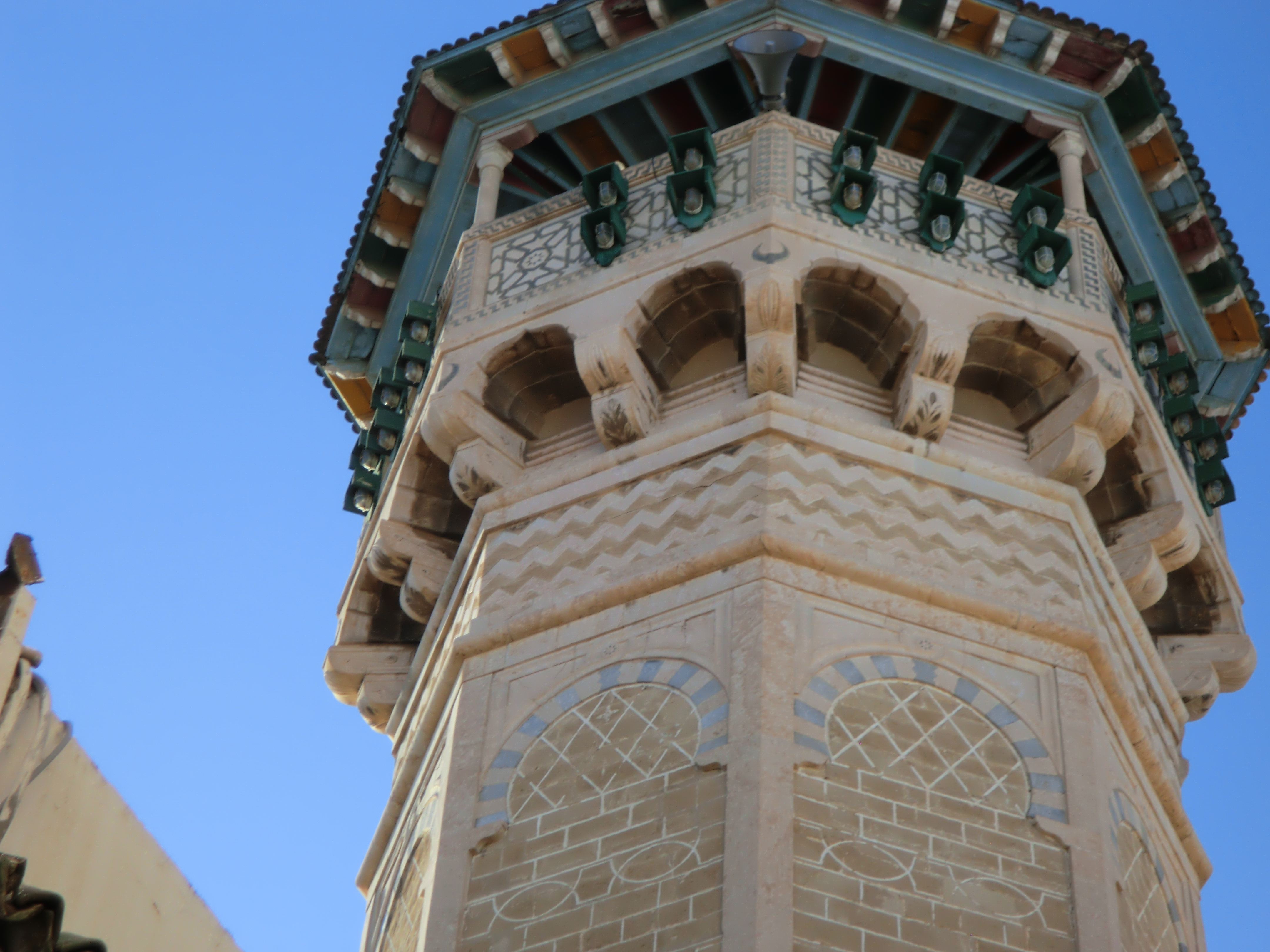
Minarete da em Tunes, mandada construir por Hussein I Bei

Abu Maomé Huceine ibne Ali Aturci (Abu-Muhammad Hussayn ibn Ali al-Turki; em árabe: حسين باي الأول; em turco: Hüseyin bin Ali et-Türkî; El Kef,  1675 — Cairuão, 13 de maio de 1740), conhecido como Huceine ibne Ali, foi bei de Tunes entre 1705 e 1735 com o título de Huceine I Bei.

## Ascensão
Huceine era filho de Ali, o Turco, um janízaro (militar de elite do Império Otomano) originário da ilha de Creta, que era lugar-tenente de Ibraim Xarife, o comandante dos janízaros ao serviço dos beis murádidas,, e de Lalla Hafsia al-Charnia, da tribo dos Charni instalada na região de El Kef. Não se sabe se o pai era de origem turca ou grega. O nome Aturqui (at-Turki) sugere que seria turco, mas em Creta era frequentemente usado como sinónimo de "muçulmano" e era aplicado tanto às pessoas de etnia turca como ao gregos convertidos ao Islão.[carece de fontes?]
Tendo-se alistado na milícia turca de Tunes, Huceine torna-se comandante de cavalaria (agha dos sipahi) e depois tesoureiro (khaznadar) dos beis murádidas. Participa no golpe de estado de Ibraim Xarife que derruba Murade III, o último bei murádida, em 1702. Após as desordens que se seguem à tomada do poder de Ibraim Xarife e à sua captura pelo dei de Argel, Huceine toma o controlo da milícia turca tunisina e é proclamado bei em 12 de julho de 1705, tomando posse três dias depois, instaurando o que viria a ser a dinastia husseinita.
Depois da execução do dei Maomé Coja Alasfar em janeiro de 1706, faz eleger dei pelo divã alguém da sua confiança, o que consagra a sua popularidade entre os janízaros. Como governador em nome dos Otomanos, apoia-se não só nos turcos a quem deve a sua ascensão ao poder, mas também em personalidades locais tunisinas. No entanto, o seu círculo mais próximo é composto sobretudo de mamelucos, como Aamade Xelbi, kahia da mhalla, Rajabe Caznadar, tesoureiro do bei, e Slimane Kahia Alquibir, kahia do Dar El Pacha, que casa com filhas suas. O seu homem de confiança e agente de ligação com o reino francês é um escravo francês, de nome Rennaud e natural de Toulon, um homem letrado que o ajudou a tomar o poder.[carece de fontes?]

## Reinado
Huceine constata rapidamente que a sua capital era um exemplo deplorável do «enfraquecimento das regras religiosas e do relaxamento dos costumes.» Segundo ele, a observância das tradições islâmicas tinha-se dissipado devido à diversidade de origens que compunham então a população tunisina. Homem piedoso, o bei ambiciona que a vida social se volte a reger por essas tradições e reagrupar os diversos elementos étnicos sob a égide do Islão. Esta situação é relatada pelo cronista Maomé Seguir ibne Iúçufe, quando escreve que ele «volta a honrar os preceitos da suna ilustre» e dá o exemplo da mais viva piedade: a sua fé ardente e visita assiduamente as personalidades religiosas mias pias, indo ao seu encontro em suas casas e nas suas zauias. Trazia sempre um rosário entre os dedos e repetia constantemente o nome de Deus acompanhado de orações ao Profeta.[carece de fontes?]
Huceine mandou construir numerosos edifícios dedicados ao culto e ao ensino, nomeadamente as mesquitas dos Tintureiros em Tunes, inaugurada a 6 de abril de 1727, do Bardo e outra ao pé da sepultura do santo Abuçaíde Calafe ibne Iáia Atamimi Albeji (Side Abuçaíde) e as madrassas (medersas) Ennakhla e El Husseinya em Tunes e várias outras em cidades do interior do país como Cairuão, Sousse, Sfax e Nefta. Também mandou construir fontes públicas e grandes cisternas para assegurar o abastecimento de água à população. No campo do urbanismo, ordenou a realização de numerosas obras em Cairuão, como o restauro das muralhas, pois a cidade tinha sofrido muita degradação durante o reinado do último soberano murádida.
A ordem e a segurança foram plenamente restabelecidas em todo o país, ao ponto de se dizer que uma jovem podia ir sem perigo de Tunes a Tozeur levando na cabeça uma coroa de diamantes. A segurança interior favoreceu os negócios e trouxe uma prosperidade que o país não conhecia há muito tempo devido à guerra civil à qual a chegada ao poder de Huceine pôs fim. Durante o reinado de Huceine assistiu-se ao aparecimento de uma verdadeira aristocracia indígena — desde a conquista turca que a elite tunisina era composta sobretudo por otomanos. As famílias feudais gravitam em torno do bei e obtêm cargos de feitores fiscais, armadores corsários e de caides em várias províncias, como as famílias Sebaï e Khayachi, caides no Sahel e em Cabo Bon. Em Djerba e Sfax ganham importância famílias de origem comerciante, como os Ben Ayed e os  Djellouli.[carece de fontes?]
No entanto, o comércio com o estrangeiro poderia ter sido mais ativo se o bei, que muitos censuram por ter uma certa tendência para a avareza, não tivesse monopolizado em seu proveito, através de rendas, todo o comércio externo, encarecendo os preços de venda dos produtos destinados à exportação. Os acontecimentos que se seguiram aos primeiros anos mostram que o bei não logrou que toda a população apoiasse o seu governo.[carece de fontes?]

## Revolta, deposição e morte

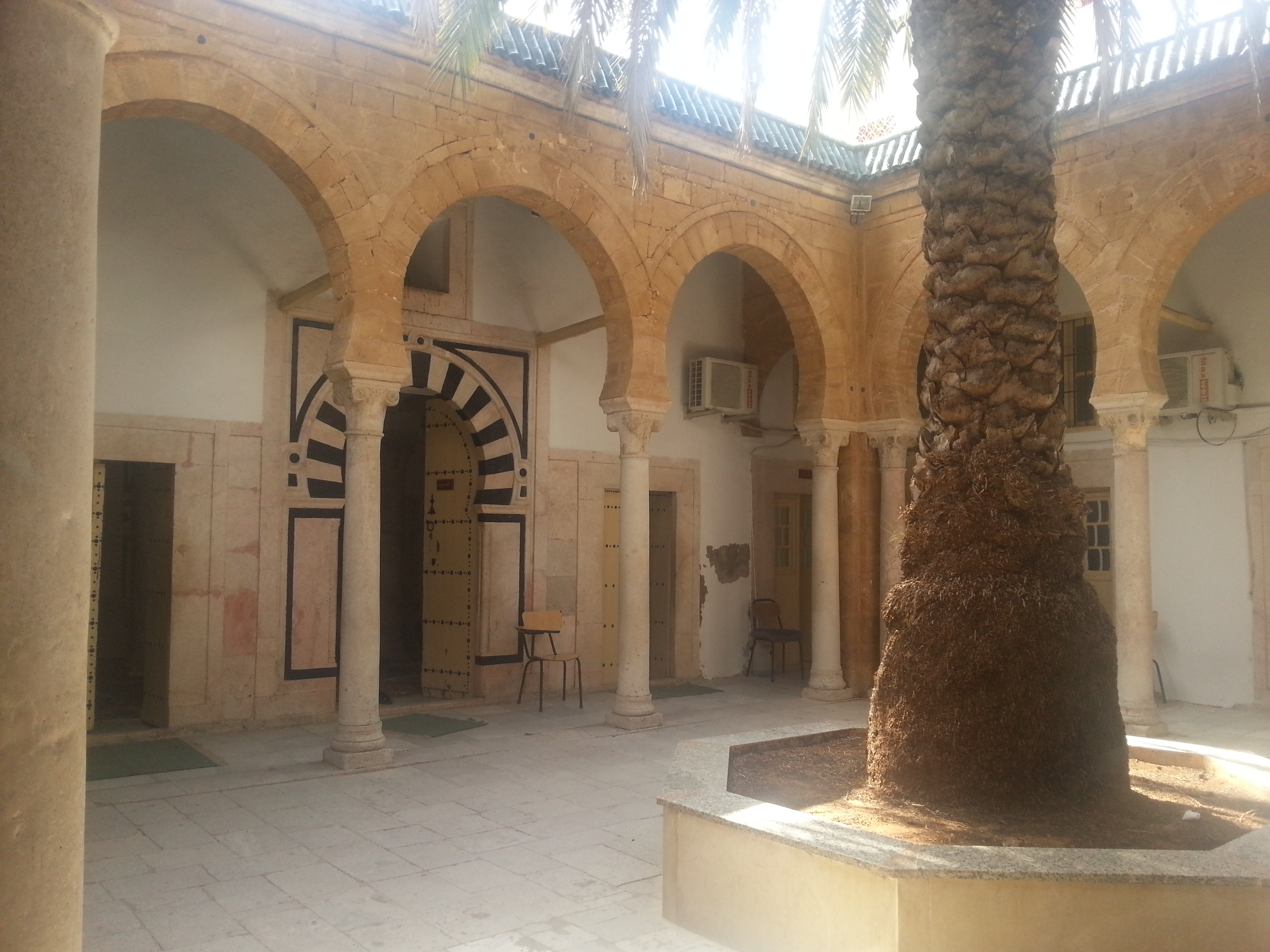
A madrassa Ennakhla, em Tunes, mandada construir por Huceine Bei

Em 1709, Huceine coloca no seu harém uma jovem corsa (a Córsega era então uma possessão de Génova) com treze anos de idade, capturada no mar por corsários tunisinos. Esta jovem dá-lhe dois filhos: Maomé e Ali, nascidos respetivamente em 1710 e 1712.
Na mesma altura, o governo de Huceine proclamou que no futuro o poder passaria a ser transmitido por ordem de primogenitura masculina na descendência do bei reinante. Esta decisão teve como consequência que o filho mais velho do bei passasse a ter o título de "bei do campo" (militar ou acampamento) quando atingisse a maioridade legal em 1725, título esse detido até então pelo sobrinho do soberano, Ali Paxá (Alboácem Ali), que em compensação recebe o título de paxá. Ressentido por ter sido afastado do poder, Ali Paxá começa a instigar intrigas contra Huceine, ao ponto deste vigiar todos os seus movimentos no seu palácio e de dotar de portas as muralhas os arrabaldes que ainda não as tinham. Apesar de todas as precauções tomadas, Ali Paxá, através de subornos, consegue evadir-se com o seu filho Iunus a 20 de fevereiro de 1728. Esta fuga teve as mais funestas consequências para Huceine Bei, pois não obstante os cavaleiros lançados em sua perseguição, Ali Paxá consegue juntar-se às tribos dos Hanencha e dos Ousseltia, que convence a revoltarem-se. Posteriormente Ali Paxá refugia-se junto do dei de Argel.[carece de fontes?]
O dei mantém presos Ali e o seu filho Iunus em troca de um tributo anual pago por Huceine Bei. O tributo deixa de ser pago em 1735, o que leva o dei a apoiar a causa de Ali Paxá e a invadir a Tunísia, indo ao encontro do bei, que é derrotado na batalha de Smindja, travada a 4 de setembro de 1735. Huceine Bei foge primeiro para Sousse e depois para Cairuão, onde se refugia com os seus dois filhos Maomé e Ali. Ao saberem da vitória de Ali Paxá, os seus partidários decidem obrigam as autoridades encarregadas da defesa de Tunes a capitularem sem condições. O pai e os dois filhos de Ali Paxá, que estão presos na prisão do Bardo, são imediatamente libertados e encarregados de levar ao vencedor as chaves da cidade. Cercado em Cairuão, Huceine Bei é capturado sob as muralhas e decapitado por Iunus Bei a 13 de maio de 1740. A sua cabeça é levada a Ali Paxá para ser enterrada no mausoléu de Sidi Kacem es-Sbabti, na almedina de Tunes.